# Tagir Khaybulaev
Tagir Khaybulaev (né le 24 juillet 1984 à Kiziliourt en Union soviétique) est un judoka russe en activité évoluant au niveau international dans la catégorie des moins de 100 kg (poids mi-lourds), dont il est le champion olympique.

## Biographie
En 2009, il remporte son premier titre international majeur en devenant champion d'Europe des moins de 100 kg. Deux ans plus tard et malgré son 5e rang au classement mondial, il s'impose à la surprise générale aux Championnats du monde de Paris en battant en finale un ancien lauréat de ce titre planétaire, le Kazakh Maxim Rakov (en). Vainqueur par ippon lors de cet ultime combat, il devient le premier Russe sacré dans la catégorie des poids mi-lourds. Quelques mois auparavant, il s'était incliné en finale du Masters mondial face à son compatriote Sergey Samoylovich.
Il remporte son premier titre olympique le 2 août 2012 à Londres en battant le Mongol Naidangiin Tüvshinbayar, tenant du titre mais diminué par une grave blessure au genou, par ippon.

## Palmarès

### Palmarès international
| Année | Compétition                   | Lieu     | Résultat | Catégorie       |
| ----- | ----------------------------- | -------- | -------- | --------------- |
| 2006  | Championnats d'Europe espoirs | Moscou   | 3e       | Moins de 90 kg  |
| 2009  | Championnats d'Europe         | Tbilissi | 1er      | Moins de 100 kg |
| 2011  | Championnats du monde         | Paris    | 1er      | Moins de 100 kg |
| 2012  | Jeux olympiques               | Londres  | 1er      | Moins de 100 kg |

### Par équipes
- Médaillé de bronze lors des Championnats d'Europe 2010 à Vienne (Autriche).
- Médaillé de bronze lors des Championnats d'Europe 2005 à Debrecen (Hongrie).

### Circuit IJF
Masters mondial
- 5e en 2010, 2e en 2011.

Tournoi de Moscou
- 2e en 2010, 3e en 2005.